# Turn It On Again – The Hits
Turn It On Again – The Hits (englisch für „Mach sie wieder an – Die Hits“) ist ein Kompilationsalbum der britischen Rockgruppe Genesis, benannt nach dem gleichnamigen Hit aus dem Album Duke von 1980. Es wurde ursprünglich im Oktober 1999 veröffentlicht und enthält 18 der größten Erfolge von Genesis, wobei die Auswahl, statt die progressive Phase der Band, fast ausschließlich die kommerziell erfolgreichen Singles der späteren Alben der 1980er- und 1990er-Jahre in den Vordergrund stellt. Die einzige Neuaufnahme ist The Carpet Crawlers 1999, produziert von Trevor Horn. Sie ist eine neu eingespielte Version des Songs vom Album The Lamb Lies Down on Broadway von 1974 in der damaligen Besetzung mit Tony Banks an den Keyboards, Phil Collins am Schlagzeug und am Gesang, Peter Gabriel als Sänger, Steve Hackett an der Gitarre und Mike Rutherford am Bass. Für die 2007er Turn-it-on-Again-Tour wurde eine 2-CD-Version der Kompilation aufgelegt.

## Titelliste

### Original
In Klammern: Album, auf welchem der jeweilige Titel erstmals veröffentlicht wurde.
1. Turn It On Again (Duke) 3' 50"
2. Invisible Touch (Invisible Touch) 3' 27"
3. Mama (Singleversion) (Genesis) 5' 19"
4. Land Of Confusion (Invisible Touch) 4' 45"
5. I Can’t Dance (We Can’t Dance) 4' 00"
6. Follow You, Follow Me (… And Then There Were Three …) 3' 59"
7. Hold on My Heart (We Can’t Dance) 4' 38"
8. Abacab (Singleversion) (Abacab) 4' 10"
9. I Know What I Like (In Your Wardrobe) (Selling England by the Pound) 4' 05"
10. No Son of Mine (Singleversion) (We Can’t Dance) 5' 44"
11. Tonight, Tonight, Tonight (Singleversion) (Invisible Touch) 4' 28"
12. In Too Deep (Invisible Touch) 4' 57"
13. Congo (Singleversion) (… Calling All Stations …) 4' 03"
14. Jesus He Knows Me (We Can’t Dance) 4' 16"
15. That’s All (Genesis) 4' 25"
16. Misunderstanding (Duke) 3' 12"
17. Throwing It All Away (Invisible Touch) 3' 49"
18. The Carpet Crawlers 1999 (Neuaufnahme mit gemeinsamem Gesang von Peter Gabriel und Phil Collins, ursprünglich The Lamb Lies Down on Broadway) 5' 39"

### Turn It On Again – The Hits – The Tour Edition
CD 1
1. Turn It On Again
2. No Son of Mine (Singleversion)
3. I Can’t Dance
4. Hold on My Heart
5. Jesus He Knows Me
6. Tell Me Why (We Can’t Dance)
7. Invisible Touch
8. Land of Confusion
9. Tonight, Tonight, Tonight (Singleversion)
10. In Too Deep
11. Throwing It All Away
12. Mama (Singleversion)
13. That’s All
14. Illegal Alien (Genesis)
15. Abacab (Singleversion)
16. No Reply at All (Abacab)
17. The Carpet Crawlers 1999

CD 2
1. Paperlate (EP 3 × 3)
2. Keep It Dark (Abacab)
3. Man on the Corner (Abacab)
4. Duchess (Singleversion) (Duke)
5. Misunderstanding (Duke)
6. Follow You, Follow Me (… And Then There Were Three …)
7. Many Too Many (… And Then There Were Three …)
8. Your Own Special Way (Wind & Wuthering)
9. Afterglow (Wind & Wuthering)
10. Pigeons (EP Spot The Pigeons)
11. Inside and Out (EP Spot The Pigeons)
12. A Trick of the Tail (A Trick of the Tail)
13. Counting Out Time (The Lamb Lies Down on Broadway)
14. I Know What I Like (In Your Wardrobe) (Selling England by the Pound)
15. Happy The Man (Genesis Archives, Vol. 1: 1967-1975)
16. The Knife (Singleversion) (Trespass)
17. Congo (Singleversion)

## Singleauskopplungen
| Jahr | Titel Album                                          | Höchstplatzierung, Gesamtwochen, AuszeichnungChartsChartplatzierungen (Jahr, Titel, Album, Platzierungen, Wochen, Auszeichnungen, Anmerkungen) | Anmerkungen                         |
| Jahr | Titel Album                                          | DE | Anmerkungen                         |
| ---- | ---------------------------------------------------- | --- | ----------------------------------- |
| 1999 | The Carpet Crawlers 1999 Turn It On Again – The Hits | DE72 (9 Wo.)DE | Erstveröffentlichung: November 1999 |

## Rezeption

### Chartplatzierungen
| ChartsChartplatzierungen       | Höchstplatzierung | Wochen |
| ------------------------------ | ----------------- | ------ |
| Deutschland (GfK)              | 1 (30 Wo.)        | 30     |
| Österreich (Ö3)                | 6 (22 Wo.)        | 22     |
| Schweiz (IFPI)                 | 10 (22 Wo.)       | 22     |
| Vereinigtes Königreich (OCC)   | 4 (22 Wo.)        | 22     |
| Vereinigte Staaten (Billboard) | 65 (12 Wo.)       | 12     |

### Auszeichnungen für Musikverkäufe
| Land/Region                  | Auszeichnungen für Musikverkäufe (Land/Region, Auszeichnung, Verkäufe) | Verkäufe    |
| ---------------------------- | ---------------------------------------------------------------------- | ----------- |
| Dänemark (IFPI)              | Gold                                                                   | 25.000      |
| Deutschland (BVMI)           | Platin                                                                 | 500.000     |
| Europa (IFPI)                | Platin                                                                 | (1.000.000) |
| Frankreich (SNEP)            | Gold                                                                   | 100.000     |
| Neuseeland (RMNZ)            | Platin                                                                 | 15.000      |
| Niederlande (NVPI)           | Gold                                                                   | 40.000      |
| Schweiz (IFPI)               | Gold                                                                   | 25.000      |
| Vereinigte Staaten (RIAA)    | Gold                                                                   | 500.000     |
| Vereinigtes Königreich (BPI) | 2× Platin                                                              | 600.000     |
| Insgesamt                    | 5× Gold · 5× Platin ·                                                  | 1.805.000   |

Hauptartikel: Genesis (Band)/Auszeichnungen für Musikverkäufe